# Karu (Mauretania)
Karu (arab. ‏كرو‎, Karū; fr. Guerou) – miasto w południowo-zachodniej Mauretanii, w regionie Al-Asaba, w departamencie Karu, siedziba gminy Karu. W 2000 roku liczyła ok. 15,6 tys. mieszkańców.
Karu jest drugim pod względem wielkości miastem prowincji Al-Asaba – jej największym miastem jest Kifa.

## Geografia
Miasto położone jest w północnej części regionu Al-Asaba, około 455 km na południowy wschód od Nawakszutu.

## Transport
Leży przy drodze Route de l’Espoir. Najbliższe lotnisko znajduje się w Kifie.